# Southern Province (Sierra Leone)
Die Southern Province (deutsch etwa Südliche Provinz) umfasst den Südwesten des westafrikanischen Staates Sierra Leone. Sie hat 1.830.881 Einwohner (Stand 2021) und eine Fläche von 19.694 Quadratkilometer.
Die Southern Province umfasst die vier Distrikte Bo, Bonthe, Moyamba und Pujehun und ist weiterhin in 52 Chiefdoms untergliedert. Provinzhauptstadt ist Bo.